# Трофимова, Ирина Вадимовна
Ирина Вадимовна Трофимова (род. 1 августа 1937, Москва) — советский и российский художник, педагог и искусствовед в области декоративно-прикладного искусства. Член Московской организации Союза художников РСФСР с 1971 года и Союза художников России (2009). Член-корреспондент РАХ (2011). Заслуженный художник Российской Федерации (1999).

## Биография
Родилась 1 августа 1937 года в городе Москва в семье художника Вадима Вадимовича Трофимова.
С 1957 по 1962 год обучалась в Московском текстильном институте имени А. Н. Косыгина. С 1962 года работала художником в Художественном объединении «Весна», создав более тысячи сувенирных и тематических рисунков для головных платков, вошедшие в музейный фонд СССР.
Ирина Трофимова является автором более ста пятидесяти работ в области декоративно-прикладного искусства, в частности монументальных декоративных панно, исполненных ей в технике горячего батика, она являлась пионером в этой технике, одной из первых в СССР начала выполнять работы методом горячего батика. С 1962 года является участником московских, всероссийских и зарубежных выставок. И. Трофимова проводит постоянные мастер-классы в области ручной росписи по ткани с использованием резервирующих составов в различных учебных заведениях РАХ.
Художественные произведения Ирины Трофимовой находятся в коллекциях различных музеях Москвы и общенациональных музеях, в частности в Государственном историческом музее, Государственном музее искусства народов Востока, Всероссийском музее декоративно-прикладного и народного искусства, «Государственном историко-архитектурном музее-заповеднике «Царицыно»», Государственном историко-художественном музее «Новый Иерусалим», Центральном музее Великой Отечественной войны 1941—1945 гг., Государственном Дарвиновском музее, Всероссийском музейном объединении музыкальной культуры имени М. И. Глинки, Государственном центральном музее современной истории России, а также её произведения в частности платки посвящённые Москве хранятся в собрании Нью-Йоркского музея современного искусства.
В 1971 году избрана членом Московской организации Союза художников РСФСР и с 2009 года — Союза художников России, так же является членом декоративной комиссии СХР. В 2011 году была избрана член-корреспондентом РАХ по Отделению декоративного искусства.
26 января 1999 году Указом Президента России «За заслуги в области искусства» И. В. Трофимова была удостоена почётного звания 
Заслуженный художник Российской Федерации.

## Награды
- Орден Дружбы народов (1986)
- Медаль «Ветеран труда» (1988)[3]
- Медаль «В память 850-летия Москвы» (1997)[3]
- Заслуженный художник Российской Федерации (1999 — «За заслуги в области искусства»)[4]
- Золотая медаль СХР (2012)[3]
- Серебряная медаль РАХ (2006)[3]